# Chris Smit
Christiaan (Chris) Smit (Den Helder, 6 juni 1916 – Amsterdam, 21 oktober 1990) was een Nederlands voetballer die uitkwam voor De Volewijckers. 

## Loopbaan

### Beginjaren
Hij werd geboren in Den Helder en groeide op in Papendrecht waar hij voetbalde in de jeugd van VV Papendrecht. Na de verhuizing naar Amsterdam in 1933 werd hij lid van De Meteoor in Amsterdam-Noord.
Op 22-jarige leeftijd ging hij naar De Volewijckers waar zijn oudere broer Henk in het eerste elftal voetbalde. Bij zijn debuut in 1938 stond De Volewijckers aan het begin van een succesvolle periode. De club promoveerde in 1941 naar de Tweede klasse. Chris Smit was net als zijn broer een aanvaller die als rechtsbuiten of linksbuiten speelde. 

### Beenbreuk
Als debutant kende De Volewijckers een vliegende start in de Tweede klasse. De Noord-Amsterdammers kwamen al snel aan kop en stevenden op het kampioenschap af. Voor Chris Smit verliep het seizoen ongelukkig. Hij brak op 22 maart 1942 zijn rechter scheenbeen in de uitwedstrijd tegen Watergraafsmeer. Hij miste daardoor de laatste zes wedstrijden en de vier promotieduels waarin De Volewijckers de hoogste klasse bereikte.

### Debuut Eerste klasse
Bijna een halfjaar na zijn beenbreuk, bij de seizoenstart en tevens het debuut van De Volewijckers in de Eerste klasse, op 6 september 1942 was hij weer terug. Als nieuwkomer eindigde de club op de zevende plaats. Na dat seizoen stopte zijn broer Henk om trainer te worden. De 17-jarige Klaas Bakker nam de vacante plaats in de voorhoede in. Doelman Willem Volger was naar Duitsland vertrokken. Hij werd vervangen door Piet Bruist die afkomstig was van DWS. 

### Weg van Mosveld
De Volewijckers werd op 17 juli 1943 getroffen door drie geallieerde luchtaanvallen op de Fokkerfabriek in Amsterdam-Noord. Deze fabriek was in handen van de Duitse bezetter. Er vielen in de omgeving meer dan 200 slachtoffers. Ook Sportpark Mosveld en de huizen rondom het voetbalcomplex werden geraakt.
De club mocht het Mosveld-terrein niet meer bespelen. De thuisduels werden in het seizoen 1943/44 afgewerkt in stadion De Meer van Ajax.

### Ongewijzigd elftal
Ondanks de verhuizing en de toenemende oorlogsdreiging, met onder meer razzia’s in Amsterdam en deportatie van joodse inwoners, beleefde De Volewijckers het meeste succesvolle seizoen uit de historie. Door de 2-1 thuiszege op 13 februari 1944 tegen HBS werd het kampioenschap in de Eerste klasse binnengehaald.
De Volewijckers had als voordeel dat het de volledige competitie 1943/44 in vrijwel dezelfde samenstelling kon aantreden. Chris Smit stond evenals de andere aanvallers Klaas Bakker, Joop de Busser  en Daan de Jongh in alle achttien competitieduels aan de aftrap. Alleen Dirk de Ruiter moest een duel missen. 
De meeste clubs raakten voetballers kwijt omdat ze werden ingezet voor de Arbeitseinsatz. Henk Smit, broer van Chris, was werkzaam op het arbeidsbureau. Hij zou er een rol in hebben gespeeld dat spelers van De Volewijckers niet in Duitsland werden tewerkgesteld.

### Nederlands kampioen
In de strijd om de landstitel waren Heerenveen, Heracles, Longa en VUC de tegenstanders. Vanwege de grote toeloop week De Volewijckers in de kampioencompetitie uit naar het Olympisch Stadion.
Op tweede pinksterdag 29 mei 1944 veroverde De Volewijckers de landstitel door de 4-1 thuiszege op Heerenveen. Chris Smit scoorde in deze beslissende wedstrijd twee keer. Na de openingstreffer (1-0) bracht hij de stand op 3-1. 
De Volewijckers scoorde 31 keer in de acht kampioensduels. Daan de Jongh was topscorer met dertien treffers, gevolgd door Chris Smit (zes goals) en Klaas Bakker (vijf).

### Vaker rentree
Smit raakte als 34-jarige in oktober 1950 zijn plaats in het elftal kwijt. Ruim een jaar later in november 1951 was hij weer terug. Als routinier keerde hij in de eerste helft van de jaren vijftig nog enkele keren terug in het elftal.  
Het definitieve afscheid van het gouden elftal uit 1944 kwam in het seizoen 1955/56. Dirk de Ruiter stopte als eerste op 25 september 1955. Chris Smit had (weer) een stapje terug gedaan, maar op 11 maart 1956 werd toch weer een beroep op hem gedaan. Als invaller scoorde hij thuis tegen Alkmaar '54 (2-1). Een week later, op 18 maart 1956, was zijn allerlaatste optreden. Op bezoek bij SC Enschede  (1-1) kwam hij opnieuw als invaller in het veld. Na de 1-0 van Abe Lenstra zorgde hij als 39-jarige voor de 1-1 gelijkmaker. Aan het einde van dat seizoen stopte ook Piet Kamstra waarmee de laatste speler van de kampioensploeg van twaalf jaar eerder uit het eerste elftal verdween.
Chris Smit was tijdens zijn voetballoopbaan werkzaam als lasser bij scheepswerf ADM. Hij overleed op 74-jarige leeftijd in 1990.

## Clubstatistieken
| Seizoen         | Club            | Land            | Competitie                               | Competitie      | Competitie      | Beker           | Beker           | Internationaal  | Internationaal  | Overig          | Overig          | Totaal          | Totaal          |
| Seizoen         | Club            | Land            | Competitie                               | Wed.            | Dlp.            | Wed.            | Dlp.            | Wed.            | Dlp.            | Wed.            | Dlp.            | Wed.            | Dlp.            |
| --------------- | --------------- | --------------- | ---------------------------------------- | --------------- | --------------- | --------------- | --------------- | --------------- | --------------- | --------------- | --------------- | --------------- | --------------- |
| 1938/39         | De Volewijckers | Nederland       | Derde klasse C West I                    | ?               | ?               | –               | –               | –               | –               | –               | –               | ?               | ?               |
| 1939/40         | De Volewijckers | Nederland       | Tweede/derde klasse D West I (noodcomp.) | 16              | 7               | –               | –               | –               | –               | –               | –               | 16              | 7               |
| 1940/41         | De Volewijckers | Nederland       | Derde klasse C West I                    | ?               | ?               | –               | –               | –               | –               | –               | –               | ?               | ?               |
| 1941/42         | De Volewijckers | Nederland       | Tweede klasse B West I                   | 13              | 3               | –               | –               | –               | –               | –               | –               | 13              | 3               |
| 1942/43         | De Volewijckers | Nederland       | Eerste klasse West I                     | 18              | 1               | –               | –               | –               | –               | –               | –               | 18              | 1               |
| 1943/44         | De Volewijckers | Nederland       | Eerste klasse West I                     | 18              | 4               | –               | –               | –               | –               | 8               | 6               | 26              | 10              |
| 1944/45         | Geen competitie | Geen competitie | Geen competitie                          | Geen competitie | Geen competitie | Geen competitie | Geen competitie | Geen competitie | Geen competitie | Geen competitie | Geen competitie | Geen competitie | Geen competitie |
| 1945/46         | De Volewijckers | Nederland       | Eerste klasse West I                     | 8               | 4               | –               | –               | –               | –               | –               | –               | 8               | 4               |
| 1946/47         | De Volewijckers | Nederland       | Eerste klasse West II                    | 20              | 8               | –               | –               | –               | –               | 1               | 0               | 21              | 8               |
| 1947/48         | De Volewijckers | Nederland       | Eerste klasse West I                     | 18              | 6               | –               | –               | –               | –               | –               | –               | 18              | 6               |
| 1948/49         | De Volewijckers | Nederland       | Eerste klasse West I                     | 15              | 1               | –               | –               | –               | –               | –               | –               | 15              | 1               |
| 1949/50         | De Volewijckers | Nederland       | Eerste klasse West II                    | 18              | 2               | –               | –               | –               | –               | –               | –               | 18              | 2               |
| 1950/51         | De Volewijckers | Nederland       | Eerste klasse C                          | 5               | 2               | –               | 0               | 0               | 0               | 0               | 0               | 5               | 2               |
| 1951/52         | De Volewijckers | Nederland       | Eerste klasse A                          | 12              | 4               | –               | 0               | 0               | 0               | 0               | 0               | 12              | 4               |
| 1952/53         | De Volewijckers | Nederland       | Eerste klasse A                          | 1               | 0               | –               | 0               | 0               | 0               | 0               | 0               | 1               | 0               |
| 1953/54         | De Volewijckers | Nederland       | Eerste klasse B                          | 0               | 0               | –               | 0               | 0               | 0               | 0               | 0               | 0               | 0               |
| 1954/55         | De Volewijckers | Nederland       | Eerste klasse B (afgebroken)             | 0               | 0               | –               | 0               | 0               | 0               | 0               | 0               | 0               | 0               |
| 1954/55         | De Volewijckers | Nederland       | Eerste klasse D                          | 5               | 0               | –               | –               | –               | –               | –               | –               | 5               | 0               |
| 1955/56         | De Volewijckers | Nederland       | Hoofdklasse B                            | 2               | 2               | –               | –               | 0               | 0               | 0               | 0               | 2               | 2               |
| Carrière totaal | Carrière totaal | Carrière totaal | Carrière totaal                          | 169             | 44              | –               | –               | –               | –               | 9               | 6               | 178             | 50              |